# Suzuka (mangá)
Suzuka (涼風) Suzuka é um mangá de romance de Kouji Seo. Foi adaptado em uma série de anime e licenciado para a América do Norte pela Del Rey Manga.

## Enredo
O enredo se baseia em um jovem, Yamato Akitsuki, que se mudou da zona rural de Hiroshima para viver na hospedaria feminina e casa de banho pública feminina de sua tia em Tokyo e estudar no colégio especializado em esportes. Antes de chegar a sua nova casa, decide caminhar até sua nova escola e vê uma jovem praticando salto em altura no pátio de esportes. Apaixona-se à primeira vista e não a espera encontrar novamente. Logo descobre que ela é Suzuka Asahina, uma das inquilinas de sua tia. Por causa de Suzuka, Yamato descobre que tem potencial para se tornar um astro das pistas de corrida e se junta à equipe na esperança de impressioná-la. Suzuka é particularmente ambivalente com seus sentimentos e vive gostando de, e odiando, Yamato. O anime tem 26 episódios, sendo equivalente até o capítulo 72 do volume 9; a história continua no mangá original.

## Personagens

### Yamato Akitsuki
- Seyuu: Daisuke Nakamura

Yamato Akitsuki (秋月大和, Akitsuki Yamato) é o protagonista da história. Mudou-se da zona rural de Hiroshima para a hospedaria de sua tia em Tokyo para mudar a si mesmo. Enquanto checava sua nova escola, viu uma linda praticante de salto em altura treinando e foi amor à primeira vista. Por acaso ela acaba sendo a sua vizinha do quarto ao lado, Suzuka Asahina. Yamato é dotado duma personalidade inconsequente que às vezes o coloca em situações comprometedoras. Quando precisa aparecer, pode se tornar focado e determinado. É excessivamente tolo quando se trata de garotas e seus sentimentos. Não é bom nos estudos, mas descobre que é um corredor nato. Durante seu 3º ano colegial se torna um popular e respeitado capitão da pista de corrida. Não alcança sua meta de se tornar o melhor corredor nacional dos 100 metros durante o colegial, mas foi descoberto e recomendado a duas universidades: a Universidade Touto, que Saki pretende cursar e a Universidade de Seijo, que Suzuka pretende cursar. Depois de se livrar de sua promessa a Saki, decidiu tentar a Universidade Seijo.

### Suzuka Asahina
- Seyuu: Kanako Mitsuhashi

Suzuka Asahina (朝比奈涼風, Asahina Suzuka) é uma talentosa praticante de salto em altura de Yokohama que foi chamada para diversos colégios famosos por causa das suas habilidades em salto em altura. Em Tokyo, ela vive na hospedaria da Ayano (tia de Yamato) no quarto ao lado do de Yamato. É uma atleta séria que se pressiona muito para competir e não desapontar os outros. No começo, tinha uma atitude fria em relação a Yamato, mas, de acordo com a irmã, Suzuka só mostra sua arrogância e mau humor para alguém de que gosta. Por causa de seu passado com Kazuki, tornou-se relutante em expressar seu sentimentos em relação à Yamato e acabou por tentar desencorajá-lo. Depois de muito relutar, ela finalmente admite para ela mesma e para Yamato que gosta dele desde que se conheceram, e começam a sair juntos. O relacionamento foi difícil no começo, porque Yamato é desatencioso e por causa das atitudes de Suzuka quando ele fere seus sentimentos. Decide aceitar a oferta de estudar no exterior feita por Sasoka, dizendo que as rotinas de treinamento são mais puxados e que com isso ela teria um benefício maior, mas Yui acredita que Suzuka tem outra razão. Depois de ir para os Estados Unidos, por razões apenas conhecidas por ela, ela decide romper o namoro com Yamato. Depois dalgum tempo, Suzuka volta para o quarto ao lado do de Yamato. Tanto ela como Yamato são recomendados para a Universidade de Seijo, que planejam cursar. Durante a ida às compras com Yamato, revela a razão pela qual ele foi estudar no exterior: porque ele lhe disse o quão legal ela parecia durante os saltos em altura.

### Honoka Sakurai
- Seyuu: Yumiko Hosono

Honoka Sakurai (桜井萌果, Sakurai Honoka), conheceu Yamato na infância, no templo de sua família, que Yamato visitava quando visitava sua tia. Desde sempre, Honoka teve uma queda por Yamato, mas foi tímida demais para falar com ele. Para sua surpresa, Yamato entrou para o mesmo colegial que ela, justo na mesma classe. Vendo sua oportunidade, ela começa a falar com ele e eles se tornam amigos. Quando Yamato entra para a equipe de corrida, ela decide se tornar a gerente. Depois de algum tempo ela finalmente confessa seus sentimentos para Yamato e com isso, eles começam a sair. O relacionamento deles dura pouco mais de um mês por causa da inconsequência de Yamato e da insegurança de Honoka. Depois de um mal-entendido, eles terminam. Com o passar do tempo, ela decide se declarar novamente quando tiver mais confiança. Quando ela descobre que Yamato e Suzuka estão saindo, decide deixar a gerência do time de corrida e aceitar a oferta feita pela agência de modelos da sua melhor amiga, Nana. Depois da tentativa de ser modelo ela corre atrás de Yamato novamente depois que ele rompe o namoro com Suzuka. Ela claramente continua ostentando sentimentos por ele, mas depois de se tornar uma modelo popular ela adquire confiança suficiente para falar abertamente com ele. Enquanto estavam na praia, ela surpreende Yamato perguntando para ele se eles poderiam formar um casal novamente. Em choque, Yamato acidentalmente pergunta se era uma brincadeira. Por causa desse incidente, ela decide não mais esperar por Yamato e começa a sair com um companheiro de trabalho cujo havia se confessado para ela. Para se manter leal ao seu novo namorado, ela decide que não seria bom se saíssem juntos novamente.

### Miki Hashiba
- Seyuu: Seika Hosokawa

Miki Hashiba (羽柴美紀, Hashiba Miki) é uma alegre integrante da equipe de corrida e melhor amiga da Suzuka. Ela se torna uma boa amiga de Yamato e de vez em quando ela tenta ajudar a resolver alguns mal-entendidos entre ele e Suzuka. As vezes ela “colide” com Yasunobu devido às suas personalidades incompatíveis. Logo no início da série, ela demonstra algum interesse em Yamato e as vezes fala para Suzuka que ela é dura demais com ele. Ela se faz notar por vestir equipamento de corrida bem reduzidos, apesar de (segundo ela) estarem no tamanho normal.

### Yasunobu Hattori
- Seyuu: Takanori Ohyama

Yasunobu Hattori (服部安信, Hattori Yasunobu) é o melhor amigo de infância de Yamato. É um mulherengo, que de acordo com Yamato, prefere coisas pervertidas a comer. Ele sonho em sair com todas as garotas bonitas do mundo e a legislação de poligamia no Japão. Yasunobu as vezes dá conselhos de relacionamento para Yamato, com resultados impressionantes, para depois Yamato estragar tudo devido à sua inconsequência. De vez em quando coloca Yamato em situações ruins, ele as vezes tem os melhores interesses de Yamato na cabeça. Mas, Para a surpresa de Yamato e Miki, revelou-se que Yasunobu foi um estudante nota "A" durante o colegial.

### Yuuka Saotome
- Seyuu: Masami Suzuki

Yuuka Saotome (早乙女優花, Saotome Yuuka) é uma agitada e bisbilhoteira estudante da faculdade da região rural de Akita, inquilina da hospedaria da Ayano (tia de Yamato). Gosta de beber e de vez em quando invade o quarto de Yamato com sua melhor amiga, Megumi. Tirar fotos de Yamato em poses constrangedoras, com isso ela consegue chantageá-lo depois. De todo modo ela considera o relacionamento dela com Yamato como sendo “Mestra e Escravo”, tenta ajudá-lo com os problemas de relacionamento e admite que se preocupa com ele. Ele também sente que é uma das poucas pessoas com quem ela se torna vulnerável. De fato, ele é o único com quem ela já falou sobre seu amor não correspondido com Sasaoka, de quem gosta desde o colegial. Confessou-se para Sasaoka quinze vezes, mas Sasaoka apenas acha que é uma pegadinha. Essas rejeições tiveram efeito muito profundo em sua vida, causando mudanças na sua aparência e no seu comportamentos em relação a encontros. Yamato a leva ao aeroporto para que possa se confessar para Sasaoka antes dele deixar o país para os Estados Unidos novamente.

### Megumi Matsumoto
- Seyuu: Hatsumi Miura

Megumi Matsumoto (松本恵美, Matsumoto Megumi) é uma estudante universitária de voz macia e que usa óculos, que também mora na hospedaria da Ayano (tia de Yamato). Às vezes, é vista tentando dominar Yuuka quando essa está bêbada. Ironicamente, Megumi fica bêbada com facilidade, e nesse estado se torna mais selvagens que Yuuka. Às vezes repreende Yamato dizendo que todos os homens são pervertidos, acusando-o de olhar seu busto, espantando-o e estapeando-o por olhar. Expressa o desejo de se casar.

### Souichi Miyamoto
- Seyuu: Takeshi Maeda

Souichi Miyamoto (宮本総一, Miyamoto Souichi) é um dos membros da equipe de corrida que se tornou capitão após a formatura de Kinugasu. Depois de ouvir sobre o desempenho de Yamato nos testes físicos, convence-o a entrar para a equipe de corrida. Quanto Yamato pede ajuda para fazer tempos melhores, analisou a informação de que Yamato atingia a velocidade máxima rápido demais, criando-lhe um programa de treinamento. Acredita que Yamato tem potencial de superar as habilidades de Kazuki. Depois de se formar, escolhe Yamato para ser o novo capitão da equipe de corrida. É parte da equipe de corrida da Universidade de Touto, e tenta influenciar Yamato a aceitar sua recomendação.